# 伝統文化継承の日
伝統文化継承の日（Heritage Day）は、9月24日に祝われる南アフリカ共和国の祝日である。この日、南アフリカの人々は、すべての国の国民という広い文脈において、彼らの文化、信念、文化の多様性を祝うことが奨励される。

## 1995年以前の伝統文化継承の日
クワズール・ナタール州において、9月24日の「伝統文化継承の日」は、ズールー王国王シャカ・ズールーを記念する「シャカの日」として知られていた 。シャカ・ズールーは、異質のズールー族を統一国家へと統合するうえで、重要な役割を果たした。毎年、人々はこの王の墓に集い、敬意を表するのである。1995年に南アフリカの新しい民主制議会に提出された祝日法案は、その祝祭日のリストの中に9月24日を含まなかった。この結果、ズールー族を多く抱える南アフリカの政党「インカタ自由党(IFP)」がこの法案に反対した。その後議会とインカタ自由党は妥協点に達し、9月24日は「伝統文化継承の日」として、祝日とみなされることになった。
...when South Africans celebrate the diverse cultural heritage that makes up a "Rainbow nation". It is the day to celebrate the contribution of all South Africans to the building of South Africa(sic)—Lowry 21:1995

## 伝統文化継承の日の祝賀
南アフリカの人々は、南アフリカを構成する諸文化遺産を思い出しつつ、「伝統文化継承の日」を祝う。この日に合わせて、全国各地で様々なイベントが開催される。
西ケープ州の元首相エブラヒム・ラスールは、2007年にググレツのググレツ・ヘリテージ・トレイルで開催された「伝統文化継承の日」の祝賀に出席した。戦場となった過去を有するハウト・ベイでは軍隊の行進やレクリエーションが催された。
2005年には、ブラーイとして知られる南アフリカ料理の伝統的な格式ばらない裏庭のバーベキューに着目して、「伝統文化継承の日」を「National Braai Day」として「再ブランド化」を図るメディアキャンペーンが展開された。
2007年9月5日、大司教デズモンド・ムピロ・ツツは、「South Africa's Braai Day」の後援者として祝福した。これは、（南アフリカのソーセージであるブルボスの刺繍を入れたエプロンを着用することによって）分裂している国の統一を支える効果を認めてのことであった。2007年の終わりには、「National Braai Day」の名称は「Braai4Heritage」に変更され、南アフリカ共和国国家遺産評議会(NHC)の承認を得た。
主宰者Jan Scannell(Jan Braaiとして知られる)、狙いはブラーイの拡大ではなく、より小さなもの、すなわち友人や家族と一緒にいる機会の創出であると表明した。この点につき、人々をして歴史を忘却せしめ、なぜその記念の日が創出されるにいたったのかという、本来の意味を忘却させるための策略であると主張する人がいる。